# Gitte Seeberg
Gitte Seeberg, née le 25 juin 1960 à Copenhague, est une femme politique danoise.
Membre du Parti populaire conservateur puis de l'Alliance libérale, elle siège au Folketing de 1994 à 2004 et de 2004 à 2008 et est députée européenne de 2004 à 2007. 